# 雷天壮
雷天壮（1915年—1968年），男，湖南浏阳人，中国耐火材料专家，曾任鞍山钢铁公司耐火材料厂厂长，第三届全国人大代表，第三届全国政协委员。